# 이타이촌
이타이촌(板井村)은 니가타현 니시칸바라군에 설치되었던 촌이다.